# Wilton (Minnesota)
Wilton és una població dels Estats Units a l'estat de Minnesota. Segons el cens del 2000 tenia 186 habitants.

## Demografia
Segons el cens del 2000, Wilton tenia 186 habitants, 73 habitatges, i 54 famílies. La densitat de població era de 31 habitants per km².
Dels 73 habitatges en un 37% hi vivien nens de menys de 18 anys, en un 53,4% hi vivien parelles casades, en un 12,3% dones solteres, i en un 26% no eren unitats familiars. En el 20,5% dels habitatges hi vivien persones soles el 8,2% de les quals corresponia a persones de 65 anys o més que vivien soles. El nombre mitjà de persones vivint en cada habitatge era de 2,55 i el nombre mitjà de persones que vivien en cada família era de 2,91.
Per edats la població es repartia de la següent manera: un 28,5% tenia menys de 18 anys, un 8,1% entre 18 i 24, un 29,6% entre 25 i 44, un 22,6% de 45 a 60 i un 11,3% 65 anys o més.
L'edat mediana era de 36 anys. Per cada 100 dones de 18 o més anys hi havia 95,6 homes.
La renda mediana per habitatge era de 33.750 $ i la renda mediana per família de 37.083 $. Els homes tenien una renda mediana de 17.500 $ mentre que les dones 20.750 $. La renda per capita de la població era de 13.432 $. Entorn del 8% de les famílies i el 14,7% de la població estaven per davall del llindar de pobresa.

## Poblacions properes
El següent diagrama mostra les poblacions més properes.